# Municipio de Centerville (Arkansas)
El municipio de Centerville (en inglés: Centerville Township) es un municipio ubicado en el condado de Yell en el estado estadounidense de Arkansas. En el año 2010 tenía una población de 1179 habitantes y una densidad poblacional de 13,21 personas por km².

## Geografía
El municipio de Centerville se encuentra ubicado en las coordenadas 35°6′27″N 93°10′25″O / 35.10750, -93.17361. Según la Oficina del Censo de los Estados Unidos, el municipio tiene una superficie total de 89.23 km², de la cual 87,23 km² corresponden a tierra firme y (2.24 %) 2 km² es agua.

## Demografía
Según el censo de 2010, había 1179 personas residiendo en el municipio de Centerville. La densidad de población era de 13,21 hab./km². De los 1179 habitantes, el municipio de Centerville estaba compuesto por el 93,3 % blancos, el 0,17 % eran afroamericanos, el 0,25 % eran amerindios, el 0,34 % eran asiáticos, el 4,58 % eran de otras razas y el 1,36 % eran de una mezcla de razas. Del total de la población el 7,04 % eran hispanos o latinos de cualquier raza.